# 우도항 (창원시)
우도항은 경상남도 창원시 진해구 웅천동, 우도 섬에 있는 어항이다. 2003년 3월 27일 어촌정주어항으로 지정되었다. 시설관리자는 창원시장이다.

## 어항 구역
- 수역: 서측방파제 기부와 전방위 북위35°05′03″ 동경128°43′10″와 북측 방파제 기부에서 전방위 북위35°05′10″ 동경128°43′30″ 연결한 선내의 연안수역[1]

## 어항 시설
- 방파제(L=56m, B=5m), 선착장(L=120m, B=5m), 선착장(L=90m, B=5m), 호안시설(L=380m), 선양장(L=12m, B=8m)